# Gocły (przystanek kolejowy)
Gocły – przystanek osobowy w Gocłach na linii kolejowej nr 34, w województwie mazowieckim, w Polsce.